# Distretto di Oltu
Il distretto di Oltu (in turco Oltu ilçesi) è uno dei distretti della provincia di Erzurum, in Turchia.